# Sheep
«Sheep» (de l'anglès, "Ovelles") és una cançó del grup britànic de rock progressiu Pink Floyd que va aparèixer a l'àlbum Animals, editat l'any 1977.

## Història
Durant la gira de 1974, Pink Floyd tocava tres noves cançons per a la primera part del concert, seguides de tota la interpretació del disc The Dark Side of the Moon. Aquestes tres peces eren «You Gotta Be Crazy»,que va esdevenir «Dogs», també del disc Animals, «Shine On You Crazy Diamond»i «Raving And Drooling», que va esdevenir «Sheep»
Durant les performances de «Raving and Drooling» un enregistrament d'un DJ anomenat Jimmy Young a la BBC, es va tocar amb «One of these Days» i s'hi va unir amb un ordre aleatori. Fou la idea amb la qual Roger Waters li va donar per al seu home "delirant". Les lletres de la cançó eren molt diferents de les que serien les de «Sheep».
Ian Peel, un columnista musical de The Guardian, va ressaltar les similituds de «Sheep» amb el tema principal del Doctor Who, degut a la seva línia de baix i els efectes de so. Alguns crítics han suggerit que la cançó torna a utilitzar essencialment la part de baix de «One of These Days», una altra pista que tenia similituds amb aquesta melodia del tema de ciència-ficció.

## Explicació
Les ovelles de l'àlbum Animals no eren diferents que les del llibre de George Orwell La Rebel·lió dels Animals. Les ovelles representen la part més baixa de l'escala social, el proletariat. Són inconscient i explotades. En el primer vers, són descrites com a passius ignorants. Se'ls adverteix de la presència dels gossos, els guardians del sistema social.
En la segona estrofa, la terrible veritat cau sobre elles i amb el "xoc terminal als seus ulls" s'adonen que són manades amb mà de ferro. La cançó continua amb una cita bíblica on es mostra com les ovelles segueixen el seu mestre amb molta força. Però en un moment ple d'humor les ovelles es revolten contra els gossos usant karate.
La tercera estrofa es descriu la revolta de les ovelles, que són molt violentes i maten els gossos.

## Crèdits
- Roger Waters - guitarra, veu, vocoder, efectes sonors
- David Gilmour - baix, guitarra, sintetitzador
- Rick Wright - piano, orgue, sintetitzador
- Nick Mason - bateria, efectes sonors